# 3908 Nyx
A 3908 Nyx (ideiglenes jelöléssel 1980 PA) egy földközeli kisbolygó. Hans-Emil Schuster fedezte fel 1980. augusztus 6-án.